# Uroctea schinzi
Uroctea schinzi är en spindelart som beskrevs av Simon 1887. Uroctea schinzi ingår i släktet Uroctea och familjen Oecobiidae. Inga underarter finns listade i Catalogue of Life.